# Ducado de Calabria

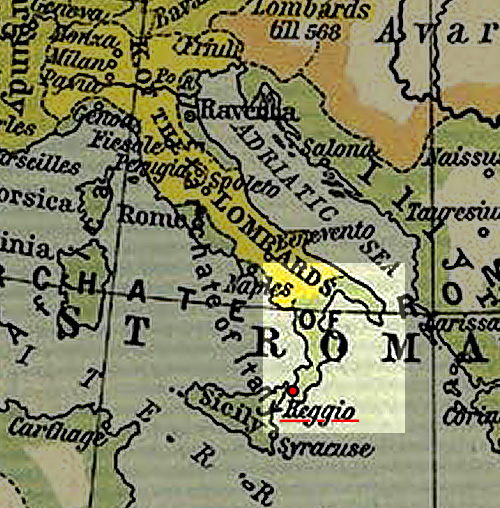
El ducato di Calabria entre 533 y 600.

El themata en el 717

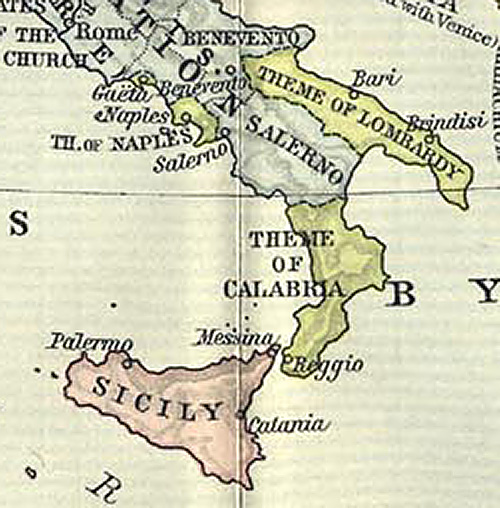
El thema di Calabria hacia la mitad del

El ducado de Calabria fue un antiguo ducado de soberanía bizantina localizado en la Italia meridional. Surgió durante el siglo VI agregando la región del Bruttium a Apulia. Sus confines septentrionales estaban constituidos por una suerte de muralla defensiva construida para salvaguardia del territorio de la amenaza de los lombardos.
Los bizantinos dividieron los territorios meridionales en dos áreas:
- Thema de Langobardia, con capital en Bari;
- Thema de Calabria, con capital en Reggio.

En el curso del siglo VIII Reggio surge como sede episcopal del Ducado.
Entre los siglos VIII y el IX las posesiones en Italia del Imperio Bizantino se redujeron progresivamente solamente al Ducado de Calabria, que comprendía en la época, de una parte, la Calabria al sur del valle del río Cratis, y de la otra Gallipoli y Otranto sobre la franja costera de Apulia.
En el 753, en efecto, el soberano de los longobardos Astolfo, anexó a sus propios dominios diversos territorios griegos, mientras Reggio con buena parte de Calabria quedaron bajo la administración de Constantinopla.
Hacia el inicio del siglo IX la Calabria griega comprendía el territorio que va de Regio de Calabria a Rossano, con capital en Reggio; mientras la restante parte septentrional formaba parte del Ducado de Benevento, que se extendía de Cosenza a Chieti.
El emperador bizantino Basilio I el Macedonio (867-886) hizo de Reggio la "metrópoli de las posesiones griegas de Italia meridional".